# Rennes Challenger 1992
Il Rennes Challenger 1992 è stato un torneo di tennis facente parte della categoria ATP Challenger Series nell'ambito dell'ATP Challenger Series 1992. Il torneo si è giocato a Rennes in Francia dal 24 febbraio al 1º marzo 1992 su campi in sintetico indoor.

## Vincitori

### Singolare
Karsten Braasch ha battuto in finale  Markus Naewie con il punteggio di 6–2, 3–6, 6–2

### Doppio
Francisco Montana /  Kenny Thorne hanno battuto in finale  Martin Damm /  Sandon Stolle con il punteggio di 6–4, 3–6, 6–3